# Liste der Biografien/Alc
Liste der Biografien |
Portal Biografien |
Personensuche
# |
A |
B |
C |
D |
E |
F |
G |
H |
I |
J |
K |
L |
M |
N |
O |
P |
Q |
R |
S |
T |
U |
V |
W |
X |
Y |
Z |
?
 
Aa |
Ab |
Ac |
Ad |
Ae |
Af |
Ag |
Ah |
Ai |
Aj |
Ak |
Al |
Am |
An |
Ao |
Ap |
Aq |
Ar |
As |
At |
Au |
Av |
Aw |
Ax |
Ay |
Az
 
Ala |
Alb |
Alc |
Ald |
Ale |
Alf |
Alg |
Alh |
Ali |
Alj |
Alk |
All |
Alm |
Aln |
Alo |
Alp |
Alq |
Alr |
Als |
Alt |
Alu |
Alv |
Alw |
Alx |
Aly |
Alz
Die Liste der Biografien führt alle Personen auf, die in der deutschsprachigen Wikipedia einen Artikel haben. Dieses ist eine Teilliste mit 141 Einträgen von Personen, deren Namen mit den Buchstaben „Alc“ beginnt.

## Alc

### Alca
- Alcácer, Paco (* 1993), spanischer FußballspielerPaco Alcácer (* 1993)

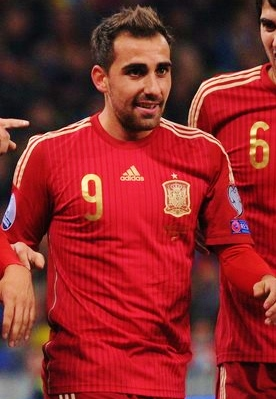
Paco Alcácer (* 1993)

- Alcaide, Ana (* 1976), spanische Musikerin
- Alcaide, David (* 1978), spanischer Poolbillardspieler
- Alcaide, Guillermo (* 1986), spanischer Tennisspieler
- Alcaide, Tomás (1901–1967), portugiesischer Opernsänger (Tenor)
- Alcaín, Alfredo (* 1936), spanischer Maler
- Alcain, Philippe (* 1899), französischer Autorennfahrer
- Alcaine, Ander (* 1991), spanischer Eishockeytorwart
- Alcaine, José Luis (* 1938), spanischer Kameramann
- Alcalá Galiano, Antonio (1789–1865), liberaler spanischer Politiker, Autor, Romanist und Hispanist
- Alcalá Galiano, Dionisio (1760–1805), spanischer Marineoffizier, Entdecker und Kartograf
- Alcala, Alfredo (1925–2000), philippinischer Comiczeichner, Cartoonist und Maler
- Alcalá, Diego (* 1983), argentinischer Schauspieler und Moderator
- Alcalá, Félix Enríquez (* 1951), US-amerikanischer TV- und Filmregisseur, Kameramann und Produzent
- Alcalá, José (1918–2004), mexikanischer Fußballtorhüter
- Alcala, Malvinne Ann Venice (* 1995), philippinische Badmintonspielerin
- Alcalá, Marc (* 1994), spanischer Leichtathlet
- Alcala, Proceso (* 1955), philippinischer Politiker
- Alcalá, Raúl (* 1964), mexikanischer Radrennfahrer
- Alcala, Rodney (1943–2021), US-amerikanischer SerienmörderRodney Alcala (1943–2021)

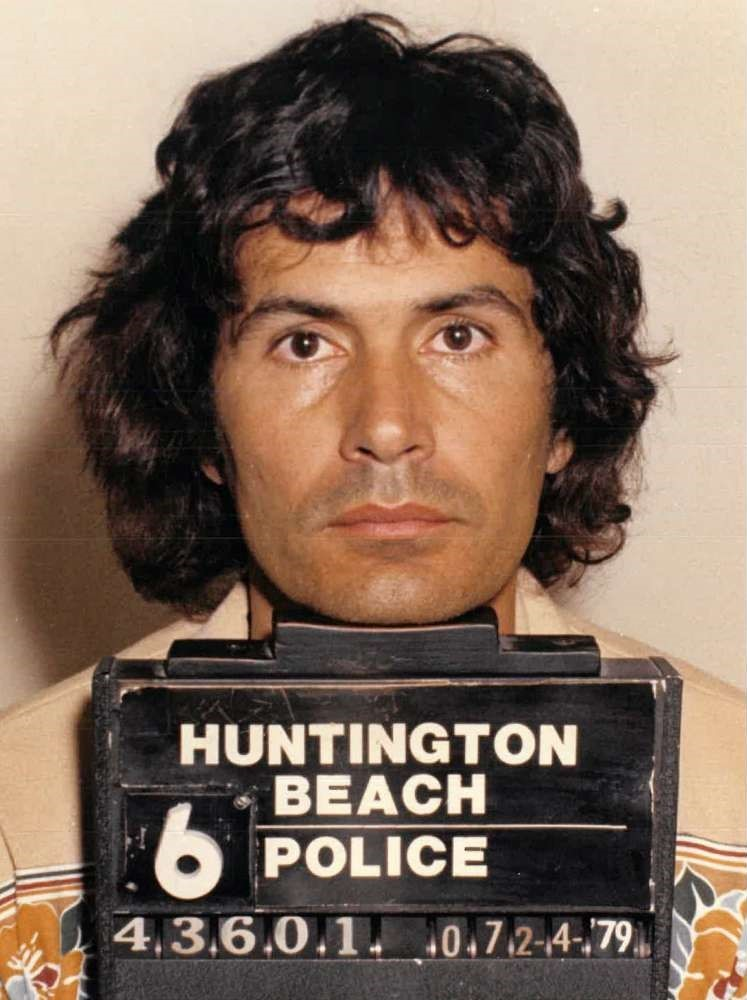
Rodney Alcala (1943–2021)

- Alcalá, Samara (* 1998), mexikanische Fußballspielerin
- Alcalá-Zamora, Niceto (1877–1949), spanischer rechtsliberaler Politiker und erster Staatspräsident der Zweiten Republik
- Alcalay, Luna (1928–2012), österreichische Komponistin und Pianistin
- Alcamo, Joseph (* 1951), US-amerikanischer Umweltwissenschaftler, Chefwissenschaftler des UNEP
- Alcano, Ronato (* 1972), philippinischer Poolbillardspieler
- Alcántar, Alejandra (* 1991), mexikanische Handballspielerin
- Alcántar, Daniel (* 1976), mexikanischer Fußballspieler und Fußballtrainer
- Alcántara Almánzar, José (* 1946), dominikanischer Erzähler, Essayist, Literaturkritiker, Soziologe und Hochschullehrer
- Alcântara Cavalcanti de Albuquerque, Pedro de (1884–1960), brasilianischer Generalmajor
- Alcántara, Agustín (1946–1979), mexikanischer Straßenradrennfahrer
- Alcántara, Carlos (* 1948), uruguayischer Straßenradrennfahrer
- Alcantara, Francis (* 1992), philippinischer Tennisspieler
- Alcántara, Gerardo (* 1980), mexikanischer Fußballspieler und -trainer
- Alcântara, Hugo (* 1979), brasilianischer Fußballspieler
- Alcántara, Juan (1920–2002), chilenischer Fußballspieler
- Alcantara, Maya (* 2000), US-amerikanisch-philippinische Fußballspielerin
- Alcántara, Paulino (1896–1964), philippinisch-spanischer FußballspielerPaulino Alcántara (1896–1964)

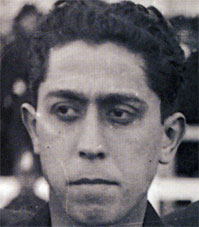
Paulino Alcántara (1896–1964)

- Alcántara, Rafael (* 1975), deutsch-peruanischer Musiker (Saxophon, Gesang, Komposition)
- Alcántara, Victor (* 1975), deutscher Pianist, Sänger und Komponist
- Alcântara, Waldemar (1912–1990), brasilianischer Politiker und Mediziner
- Alcántara, Yunior (* 2004), dominikanischer Boxer
- Alcapone, Dennis (* 1947), jamaikanischer Musiker
- Alcaraz Awiti, Prisca (* 1996), mexikanische Judoka
- Alcaraz Tornel, Juan Manuel (* 1886), mexikanischer Botschafter
- Alcaraz y Figueroa, Estanislao (1918–2006), mexikanischer Geistlicher, römisch-katholischer Erzbischof von Morelia
- Alcaraz, Antolín (* 1982), paraguayischer Fußballspieler
- Alcaraz, Carlos (* 2002), argentinischer Fußballspieler
- Alcaraz, Carlos (* 2003), spanischer TennisspielerCarlos Alcaraz (* 2003)

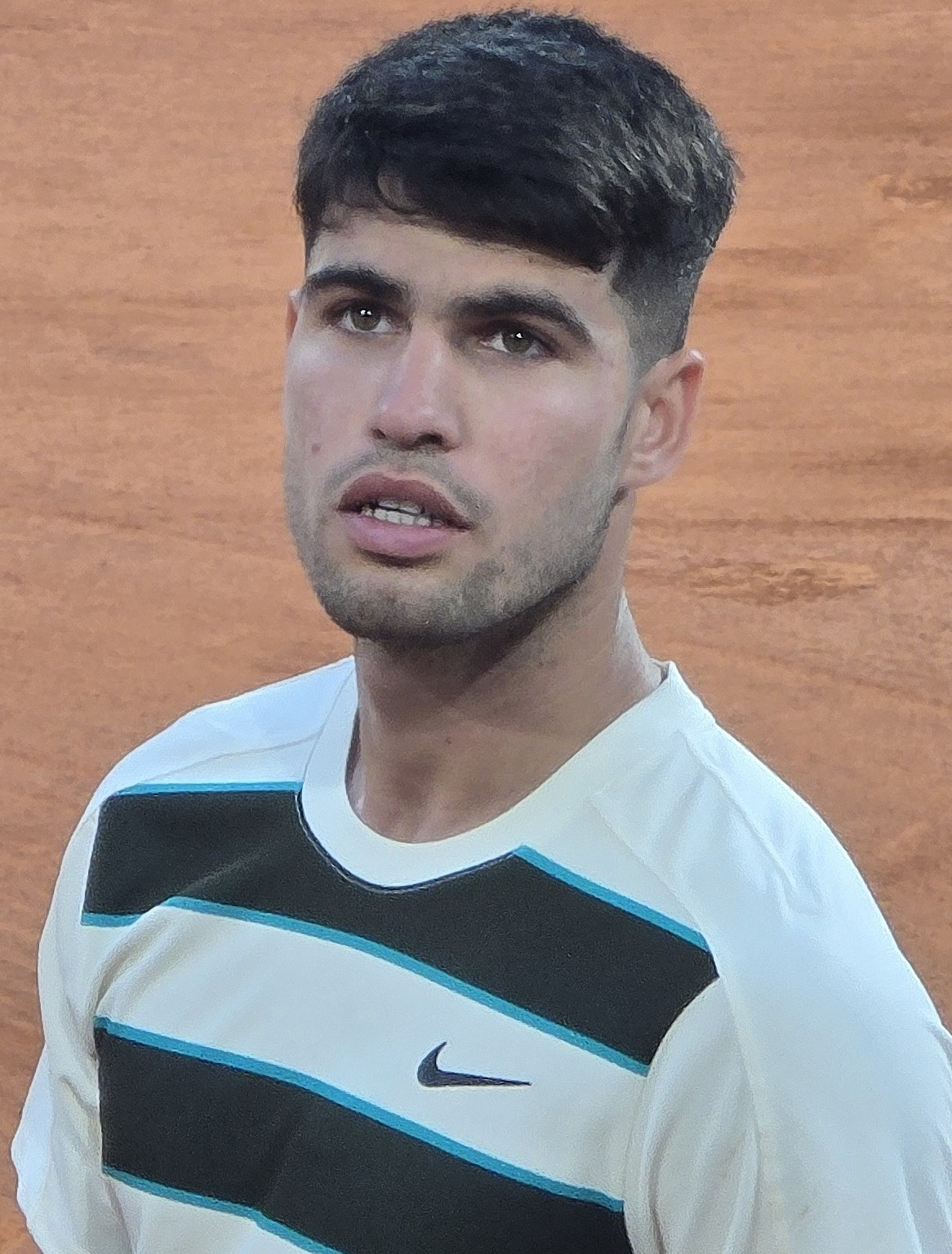
Carlos Alcaraz (* 2003)

- Alcaraz, José María (* 1987), spanischer Straßenradrennfahrer
- Alcaraz, Lucas (* 1966), spanischer Fußballtrainer
- Alcaraz, Luis (1910–1963), mexikanischer Komponist, Pianist und Sänger
- Alcarazo Velasco, Manuel (* 1978), spanischer Chemiker und Hochschullehrer
- Alcázar, Damián (* 1953), mexikanischer Schauspieler und Politiker (Movimiento Regeneración Nacional)
- Alcázar, Herly (* 1976), kolumbianischer Fußballspieler
- Alcazar, Joseph (1911–1979), französischer Fußballspieler
- Alcázar, Pedro (1975–2002), panamaischer Boxer

### Alce
- Alcedo, José Bernardo (1788–1878), peruanischer Komponist
- Alcedo, Tito (* 1958), spanischer Jazz- und Flamenco-Gitarrist
- Alçelik, Turhan (* 1958), türkischer Augenarzt und ehemaliger Politiker
- Alcén, Johan (* 1988), schwedischer Eishockeyspieler
- Alcénat, Jean (* 1986), haitianischer Fußballspieler
- Alceu Rodrigues Simoni Filho (* 1984), brasilianischer Fußballspieler

### Alch
- Alchanow, Alu Dadaschewitsch (* 1957), russisch-tschetschenischer Politiker
- Alché, María (* 1983), argentinische Schauspielerin, Filmproduzentin, Filmregisseurin und Drehbuchautorin
- Alchemist, The (* 1977), US-amerikanischer Hip-Hop-Produzent und DJThe Alchemist (* 1977)

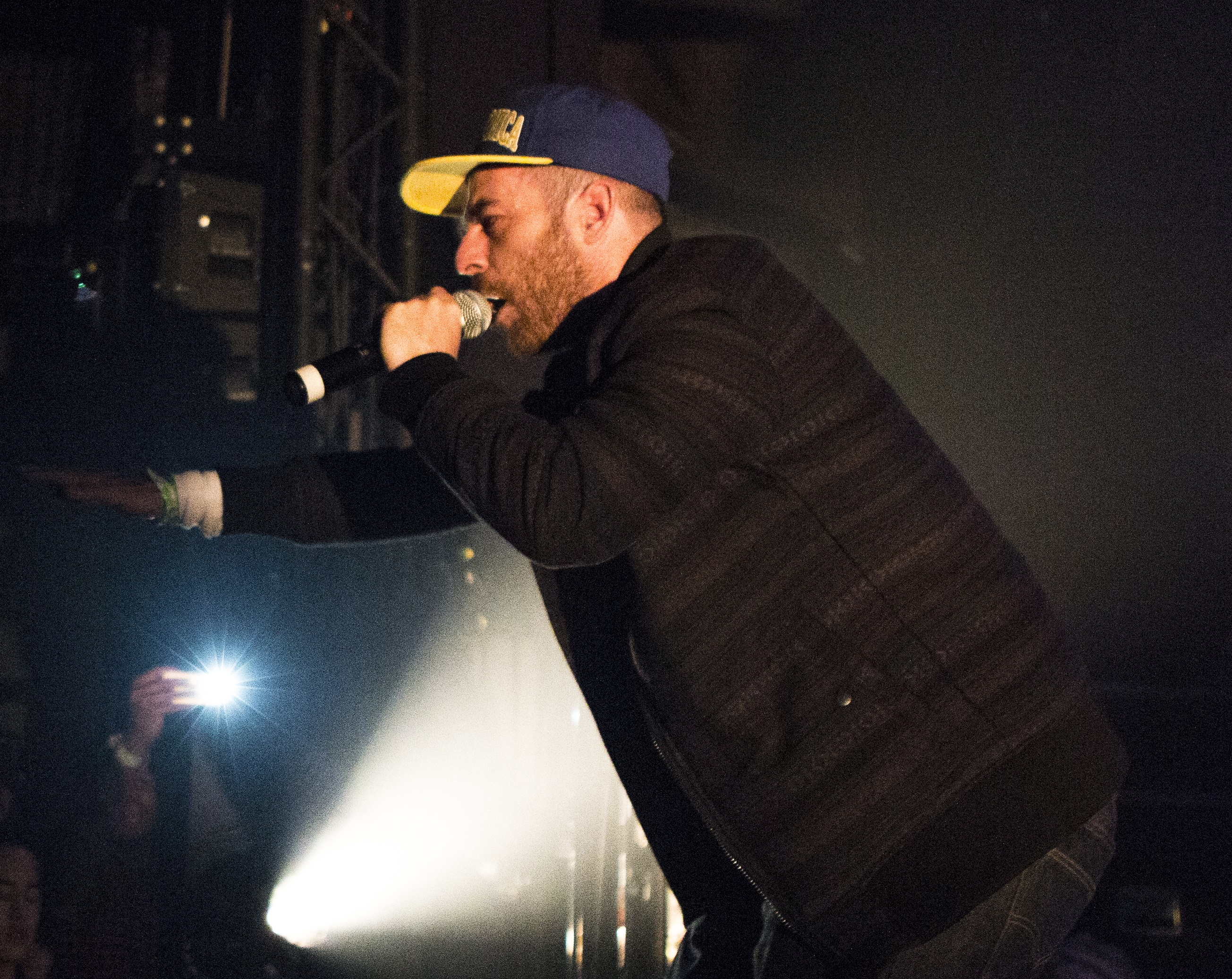
The Alchemist (* 1977)

- Alcher von Clairvaux, mittelalterlicher Mönch und Gelehrter
- Alchian, Armen (1914–2013), US-amerikanischer Wirtschaftswissenschaftler
- Alchimowicz, Kazimierz (1840–1916), polnischer Maler
- Alchin, Elizabeth (* 2004), australische Volleyball- und Beachvolleyballspielerin
- Alchouka, Iryna (* 1973), belarussische Menschenrechtsverteidigerin und Feministin
- Alchourrón, Rodolfo (1934–1999), argentinischer Jazz- und Fusionmusiker (Gitarre, Komposition, Arrangement)

### Alci
- Alciati, Antonio Ambrogio (1878–1929), italienischer Porträtmaler und Freskant sowie Kunstpädagoge
- Alciati, Francesco (1522–1580), Kardinal
- Alciato, Andrea (1492–1550), italienischer Humanist
- Alcide, Evens (* 1992), Fußballspieler (Turks- und Caicosinseln)
- Alcinas, Toni (* 1979), spanischer Dartspieler
- Alcindo (1945–2016), brasilianischer Fußballspieler
- Alcindor, Aurélie (* 1994), mauritische Sprinterin
- Alcine, Joachim (* 1976), kanadischer Boxer
- Alcini, Ilario (1887–1976), italienischer Geistlicher, Kurienerzbischof der römisch-katholischen Kirche
- Alcione (* 1947), brasilianische Sängerin und Komponistin
- Alcivar, Bob (* 1938), US-amerikanischer Jazzpianist, Produzent, Komponist und Arrangeur

### Alck
- Alckmin, Geraldo (* 1952), brasilianischer Politiker und Mitgründer der sozialdemokratischen Partei Brasiliens

### Alcm
- Alcmund, Märtyrer und Heiliger

### Alco
- Alcoba, Gerardo (* 1984), uruguayischer Fußballspieler
- Alcoba, Jeremy (* 2001), spanischer Motorradrennfahrer
- Alcoba, Marc (* 2000), spanischer Motorradrennfahrer
- Alcober, Oscar (* 1963), argentinischer Wirbeltier-Paläontologe und Museumsdirektor
- Alcocer, Gibran, mexikanischer Pianist und Komponist
- Alcocer, Verónica (* 1976), kolumbianische Politikerin, Philanthropin, Beamtin und First Lady Kolumbiens (seit 2022)
- Alcock, Alfred William (1859–1933), britischer Naturforscher und Krebstierforscher
- Alcock, Andrew Haydon (* 1943), australischer Osttimor-Aktivist
- Alcock, Charles R. (* 1951), US-amerikanischer Astronom
- Alcock, Charles William (1842–1907), englischer Fußballspieler und Sportfunktionär
- Alcock, George (1912–2000), britischer Astronom
- Alcock, Henry (1823–1912), irisch-australischer Unternehmer, Erfinder, Autor und Herausgeber im Bereich Billard
- Alcock, John († 1500), englischer Kleriker und Lordkanzler, Bischof von Rochester, Worcester und Ely
- Alcock, John (1715–1806), englischer Organist und Komponist
- Alcock, John (1892–1919), britischer Pilot, überflog zusammen mit Arthur Whitten Brown am 14./15. Juni 1919 als Erster in einem Flugzeug nonstop den Atlantik
- Alcock, John (1942–2023), US-amerikanischer Biologe
- Alcock, Lindsay (* 1977), kanadische Skeletonfahrerin
- Alcock, Milly (* 2000), australische SchauspielerinMilly Alcock (* 2000)

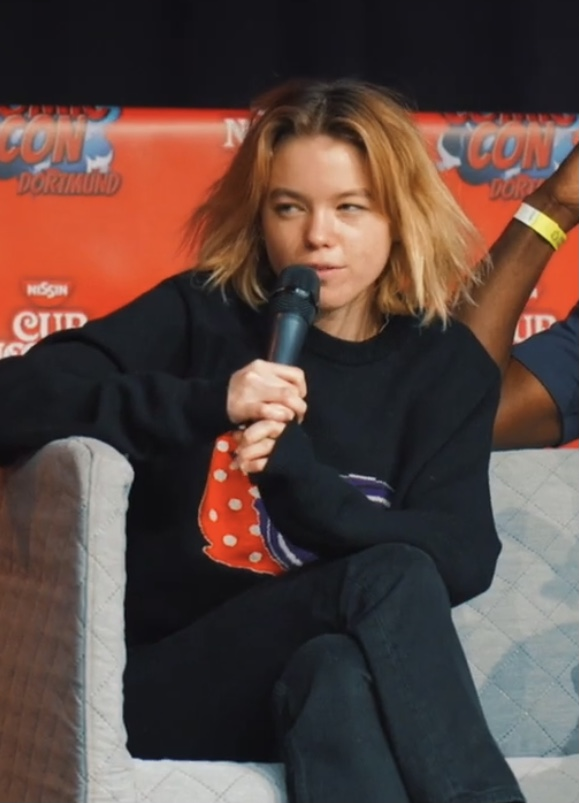
Milly Alcock (* 2000)

- Alcock, Pearl (1934–2006), britische Künstlerin und Clubbesitzerin
- Alcock, Rutherford (1809–1897), britischer Arzt und Diplomat
- Alcock, Susan E., US-amerikanische Klassische Archäologin
- Alcoff, Linda Martín (* 1955), amerikanische Philosophin und Hochschullehrerin
- Alcoforado, Soror Mariana (1640–1723), portugiesische Nonne und Schriftstellerin
- Alcolea, Arnold (* 1982), kubanischer Radrennfahrer
- Alcolumbre, Davi (* 1977), brasilianischer Politiker
- Alcominus, antiker römischer Toreut
- Alcón, Alfredo (1930–2014), argentinischer Schauspieler
- Alcon, Ester (* 1970), spanische Beachvolleyballspielerin
- Alconiere, Theodor (1798–1865), österreichisch-ungarischer Maler
- Alcoriza, Luis (1918–1992), mexikanischer Filmregisseur und Drehbuchautor spanischer Herkunft
- Alcorn, Allan (* 1948), US-amerikanischer Elektroingenieur und Videospiel-EntwicklerAllan Alcorn (* 1948)

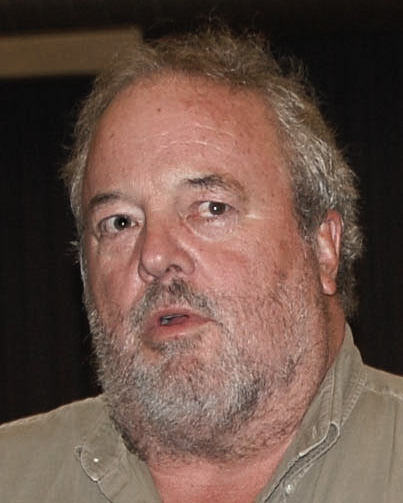
Allan Alcorn (* 1948)

- Alcorn, Alvin (1912–2003), US-amerikanischer Jazz-Trompeter
- Alcorn, James L. (1816–1894), US-amerikanischer Politiker
- Alcorn, Jenny (1959–2025), australische Triathletin und Marathonläuferin
- Alcorn, John (1935–1992), US-amerikanischer Grafikdesigner und Illustrator
- Alcorn, Leelah (1997–2014), US-amerikanisches Transgender-Mädchen
- Alcorn, Meade (1907–1992), US-amerikanischer Politiker
- Alcorn, Oliver (1910–1981), US-amerikanischer Jazz- und Blues-Musiker (Saxophon, Klarinette)
- Alcorn, Susan (1953–2025), US-amerikanische Gitarristin und Komponistin
- Alcorsé, Julio (* 1981), argentinischer Fußballspieler
- Alcorta, Amancio (1805–1862), argentinischer Komponist und Politiker
- Alcorta, Amancio (1842–1902), argentinischer Politiker und Rechtswissenschaftler
- Alcott, Abigail May (1800–1877), US-amerikanische Sozialarbeiterin; Ehefrau von Amos Bronson Alcott und Mutter von Louisa May Alcott
- Alcott, Amos Bronson (1799–1888), US-amerikanischer Schriftsteller und Pädagoge
- Alcott, Amy (* 1956), amerikanische Golferin
- Alcott, Chemmy (* 1982), britische Skirennläuferin
- Alcott, Dylan (* 1990), australischer Rollstuhltennisspieler und Rollstuhlbasketballspieler
- Alcott, Jack (* 1999), US-amerikanischer Schauspieler
- Alcott, John (1930–1986), britischer Kameramann
- Alcott, Louisa May (1832–1888), US-amerikanische SchriftstellerinLouisa May Alcott (1832–1888)

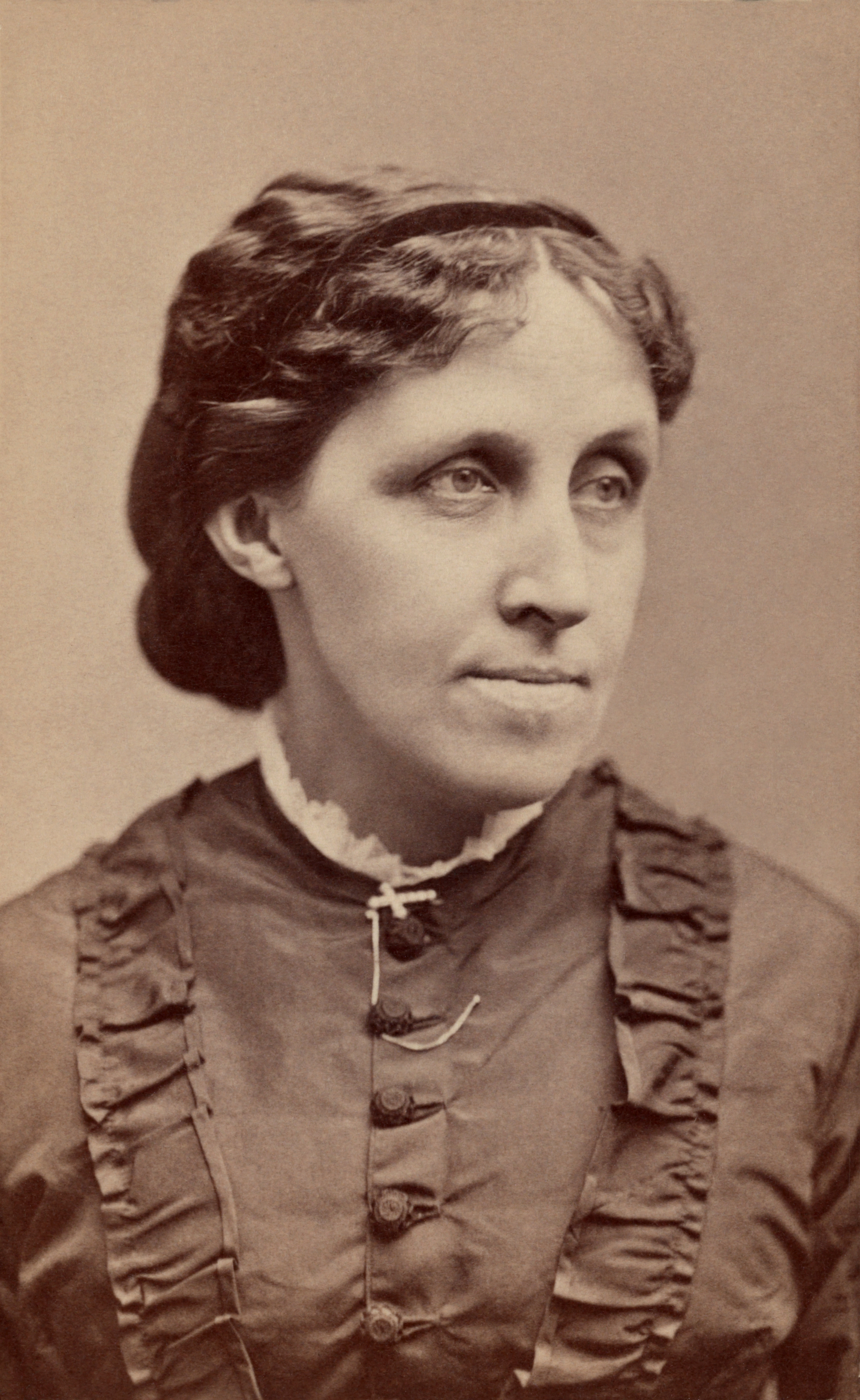
Louisa May Alcott (1832–1888)

- Alcott, William (1798–1859), US-amerikanischer Arzt, Lebensreformer und Autor
- Alcover i Maspons, Joan (1854–1926), mallorquinischer Dichter, Essayist und Politiker
- Alcover, Antoni Maria (1862–1932), spanischer Schriftsteller, Romanist, Katalanist, Sprachwissenschaftler und Lexikograf
- Alcover, Josep Antoni (* 1954), spanischer Zoologe und Paläontologe (Säuger, Vögel)

### Alcu
- Alcubierre, Inocencia (1901–1927), spanische Schauspielerin
- Alcubierre, Roque Joaquín de († 1780), spanischer Offizier und Archäologe

### Alcy
- Alcy, Jehanne d’ (1865–1956), französische Schauspielerin